# Марђинени Слобозија (Олт)
Марђинени Слобозија (рум. Mărgineni Slobozia) насеље је у Румунији у округу Олт у општини Скорничешти. Oпштина се налази на надморској висини од 190 m.

## Становништво
Према подацима из 2002. године у насељу је живело 1036 становника, од којих су сви румунске националности.